# Schützenfische

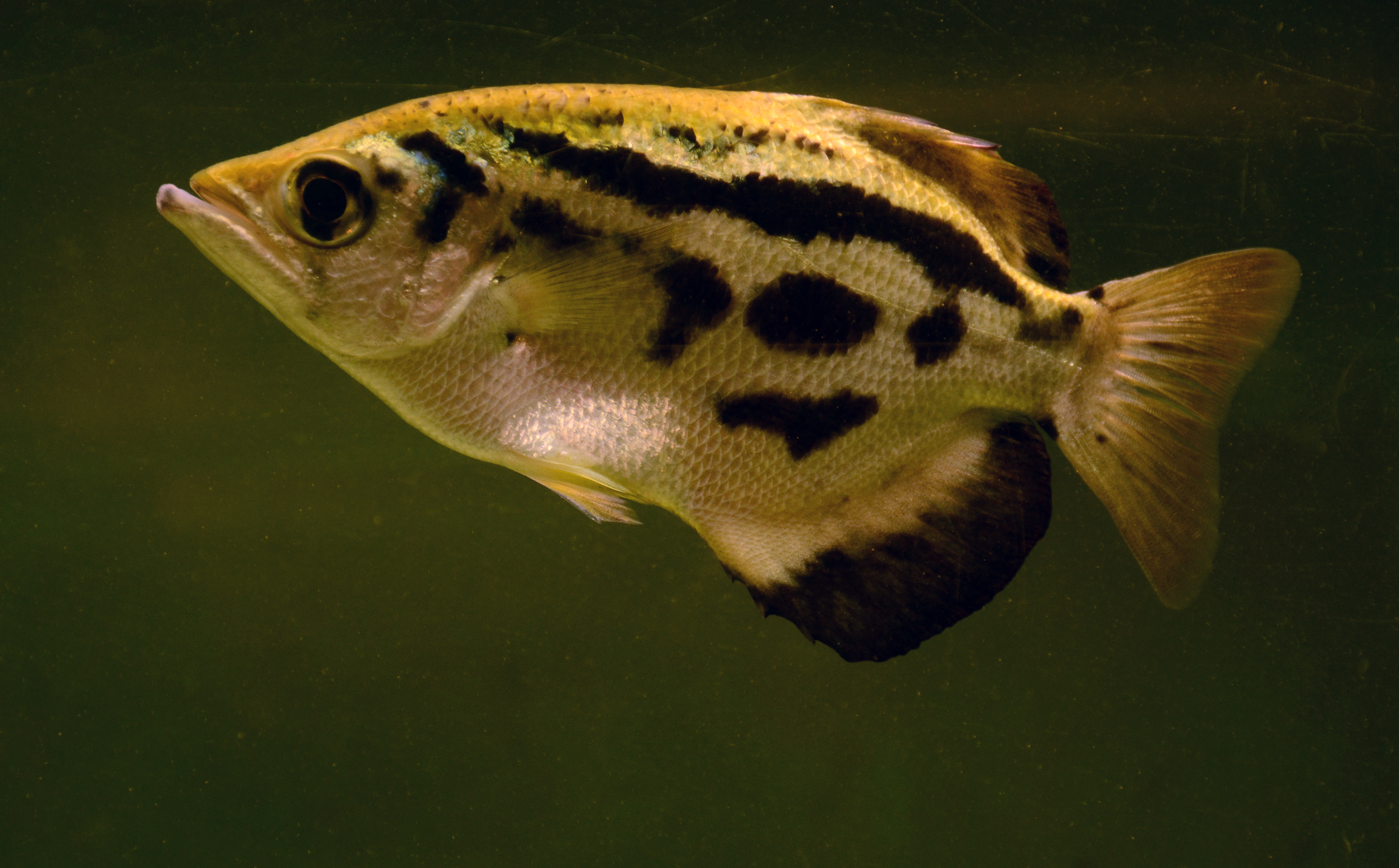
Toxotes blythii

Die Schützenfische (Toxotidae) sind eine im tropischen Indopazifik von Indien über die Philippinen, Australien bis nach Polynesien im küstennahen Meerwasser, Brack- und Süßgewässern, meist in Mangrovenbeständen vorkommende Fischfamilie. Ihren Namen haben sie von der Fähigkeit, mit einem gezielten Wasserstrahl auf Pflanzen sitzende Insekten „abzuschießen“, die, auf die Wasseroberfläche gefallen, von ihnen gefressen werden. Die 12 bis 40 cm lang werdenden Tiere leben gesellig in kleinen Gruppen.

## Merkmale
Der Körper der Schützenfische ist seitlich abgeflacht und 1,8 bis 2,5 mal länger als hoch. Augen und Maul sind groß, das Maul endständig, mit einem vorstehenden Unterkiefer, und weit vorstülpbar (protraktil). Die Rückenflosse hat vier bis sechs Hart- und 11 bis 14 Weichstrahlen, die Afterflosse drei Hart- und 15 bis 18 Weichstrahlen. Sie ist stets länger als die Rückenflosse und ihr weichstrahliger Abschnitt immer länger als der entsprechende Teil der Rückenflosse.
- Schuppenformel: SL 25–47.
- Branchiostegalstrahlen: 7.
- Wirbel: 25 (10+14).

## Fortpflanzung
Schützenfische laichen während des Monsuns in einer Zeitspanne, die kürzer als zwei Monate ist. Je nach Gewicht legen die Weibchen 20.000 bis 150.000 pelagische Eier. Die Larven sind beim Schlupf ca. 2 mm lang und ernähren sich von Mikroplankton, das zur Monsunzeit infolge des Nährstoffeintrags aus Flüssen reichlich vorhanden ist.

## Gattungen und Arten
- Protoxotes[1]
  - Lorentz Schützenfisch (Protoxotes lorentzi (Weber, 1910)) – Süßgewässer in Neuguinea und im nördlichen Australien.
- Toxotes
  - Toxotes blythii Boulenger, 1892 – Süßgewässer in Myanmar.
  - Toxotes carpentariensis Castelnau, 1878 – Australien.
  - Gefleckter Schützenfisch (Toxotes chatareus (Hamilton, 1822))
  - Schützenfisch (Toxotes jaculatrix (Pallas, 1767))
  - Toxotes kimberleyensis Allen, 2004 – Kimberleyregion, nordwestliches Australien.
  - Kleinschuppiger Schützenfisch (Toxotes microlepis Günther, 1860) – Indochina.
  - Großschuppiger Schützenfisch (Toxotes oligolepis Bleeker, 1876)
  - Toxotes sundaicus Kottelat & Tan, 2018 – in Süßgewässern auf Borneo, Sumatra und möglicherweise auch auf der Malaiischen Halbinsel.[3]

## Taxonomie und Systematik
Die erste Schützenfischart wurde schon 1767 durch den deutschen Naturforscher Peter Simon Pallas unter der Bezeichnung Sciaena jaculatrix beschrieben. 1816 führte der französische Naturforscher Georges Cuvier die Gattung Toxotes (nach altgriechisch τοξότης toxótēs, deutsch ‚Bogenschütze‘) ein und 1859 stellte der niederländische Ichthyologe Pieter Bleeker die Familie Toxotidae auf. Die Familie der Schützenfische ist die Schwestergruppe der Familie Leptobramidae. Zusammen bilden die zwei Familien die Unterordnung Toxotoidei in der Ordnung Carangiformes. Im März 2022 wurde mit Protoxotes eine zweite Schützenfischgattung eingeführt. Ihr wird Lorentz Schützenfisch (Protoxotes lorentzi) zugeordnet, dessen „Schussapparat“ im Kiefer weniger weit entwickelt ist.